# Revista Gallega
La Revista Gallega, subtitulado Semanario de literatura é intereses regionales, fue un semanario gallego, dominical y bilingüe, publicado en La Coruña. Fue fundado en 1895 por Galo Salinas Rodríguez y acabó de publicarse en 1907, con un total de 640 números. Autoproclamado Órgano oficial de la Liga Gallega en la Coruña, durante sus doce años de historia se constituyó en la publicación emblemática del rexionalismo liberal de esa ciudad.

## Historia y características
Apareció el 17 de marzo de 1895. Estaba dirigido por Galo Salinas Rodríguez, propietario y fundador del mismo, como también figuraba en la cabecera del semanario, y de su redacción formaban parte Uxío Carré Aldao, Eladio Rodríguez González, Florencio Vaamonde Lores y Francisco Tettamancy Gastón; otros periodistas, como Salvador Golpe Varela, Waldo Álvarez Insua o Manuel Lugrís Freire colaboraron muy estrechamente, en sus respectivas etapas coruñesas, con el cuadro de esta publicación.

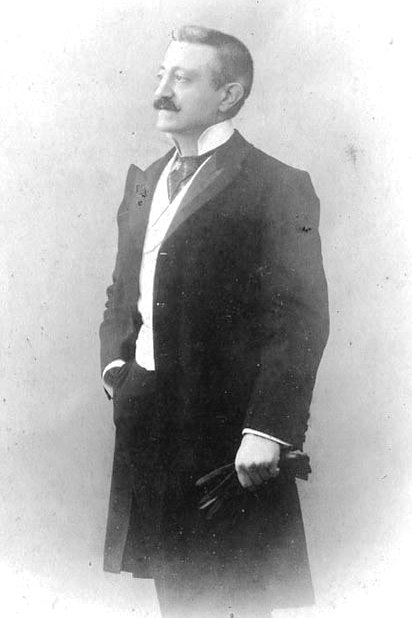
Galo Salinas, fundador, propietario y director.

### Redacción
La sede de la redacción y administración de la Revista Gallega fue habitualmente la Libraría Rexional de Carré Aldao, en los mismos locales en que se desarrollaban por las tardes los célebres tertulias de la Cova Céltica, nucleados desde su traslado a La Coruña alrededor de la figura de Manuel Murguía, y donde tantas iniciativas a favor del rexurdimento político y cultural de Galicia se habían ideado, entre ellas la propia Revista Gallega.

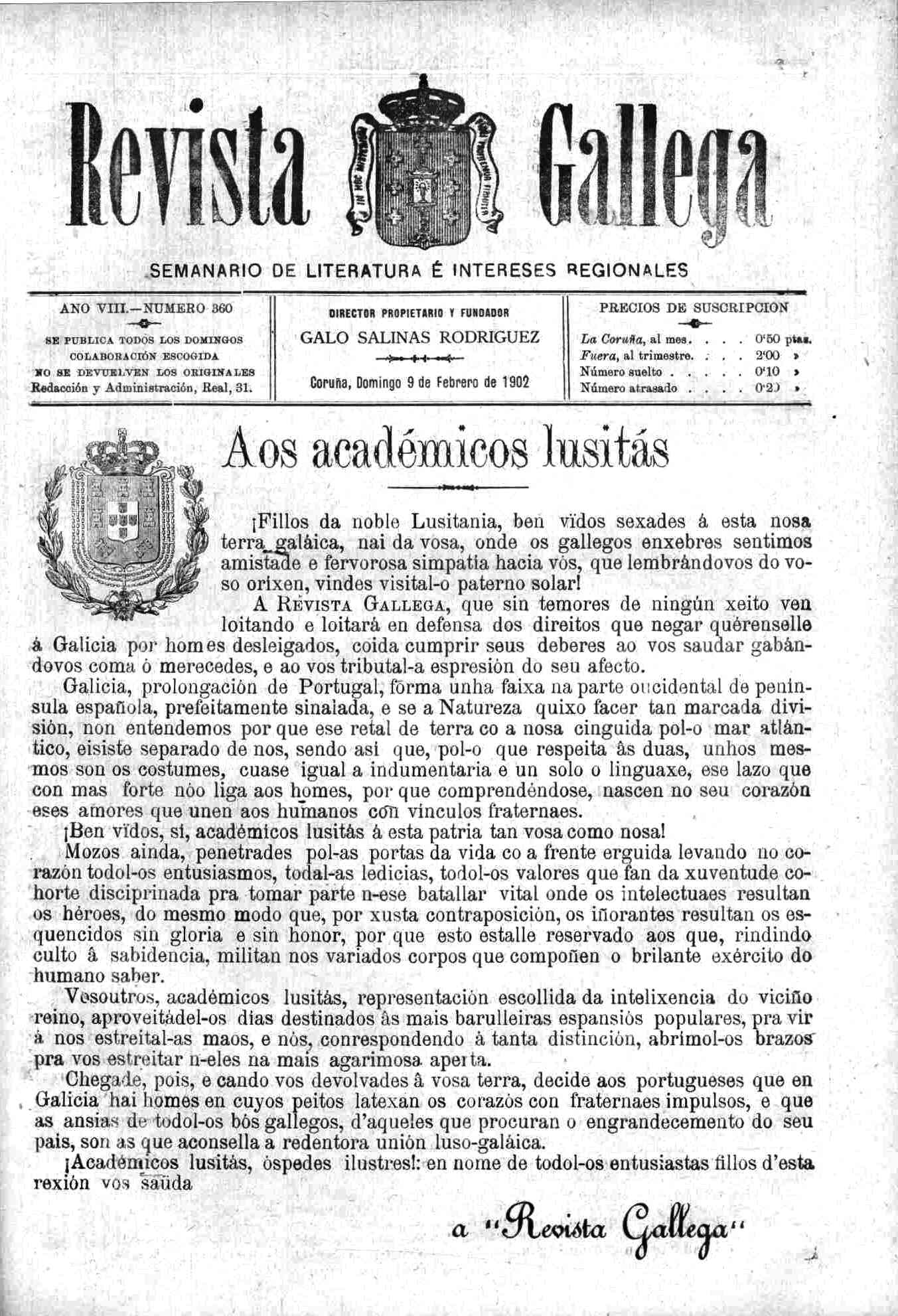
"Aos académicos lusitás", RG 360, 9/2/1902.

### Colaboradores
Contó con una amplia nómina de firmas colaboradoras, del más alto nivel, como Eladio Fernández Diéguez, Evaristo Martillo Paumán, Lisardo Rodríguez Barreiro, Heraclio Pérez Placer, Alfredo Brañas, Manuel Amor Meilán o Aurelio Ribalta, en la que la presencia femenina era realmente notable, con Valentina Lago-Valladares, Filomena Dato Muruais, Sofía Casanova, Emilia Pardo Bazán, Elvira Nuevo García, María Barbeito, Fanny Garrido, Dolores de Gortázar Serantes y muchas otras (Rosalía Castro, Narcisa Pérez Reoyo…).

### Orientación ideológica
En su larga vida, la Revista Gallega consiguió un considerable prestigio periodístico, y se constituyó en la publicación emblemática del regionalismo liberal y progresista que confluía en la capital coruñesa; entre el 14 de noviembre de 1897 (RG 140) y el 10 de julio de 1898 (RG 174) se proclamó Órgano oficial de la Liga Gallega en la Coruña (como así figuró en la cabecera, en lugar de la propiedad del periódico, entre los citados números), acentuando sus posiciones respeto de la normalización de la lengua gallega y su enseñanza, así como la publicación de textos en este idioma. Con todo, y a pesar de su manifiesta vocación bilingüe, el predominio del español en sus páginas es absoluto, y el espacio ocupado por la lengua gallega en el dominical oscilará en realidad al ritmo de las vicisitudes políticas del regionalismo, observándose una progresiva disminución de los textos en gallego segundo avanza el siglo XX. Sin embargo, en todos y cada uno de los números de la Revista Gallega se publicó en gallego como mínimo un “Palique”, normalmente firmado por Janiño o Xaniño (Galo Salinas), y en la colección de la revista aparecen un gran número de textos de todo género en catalán y en otras lenguas europeas.

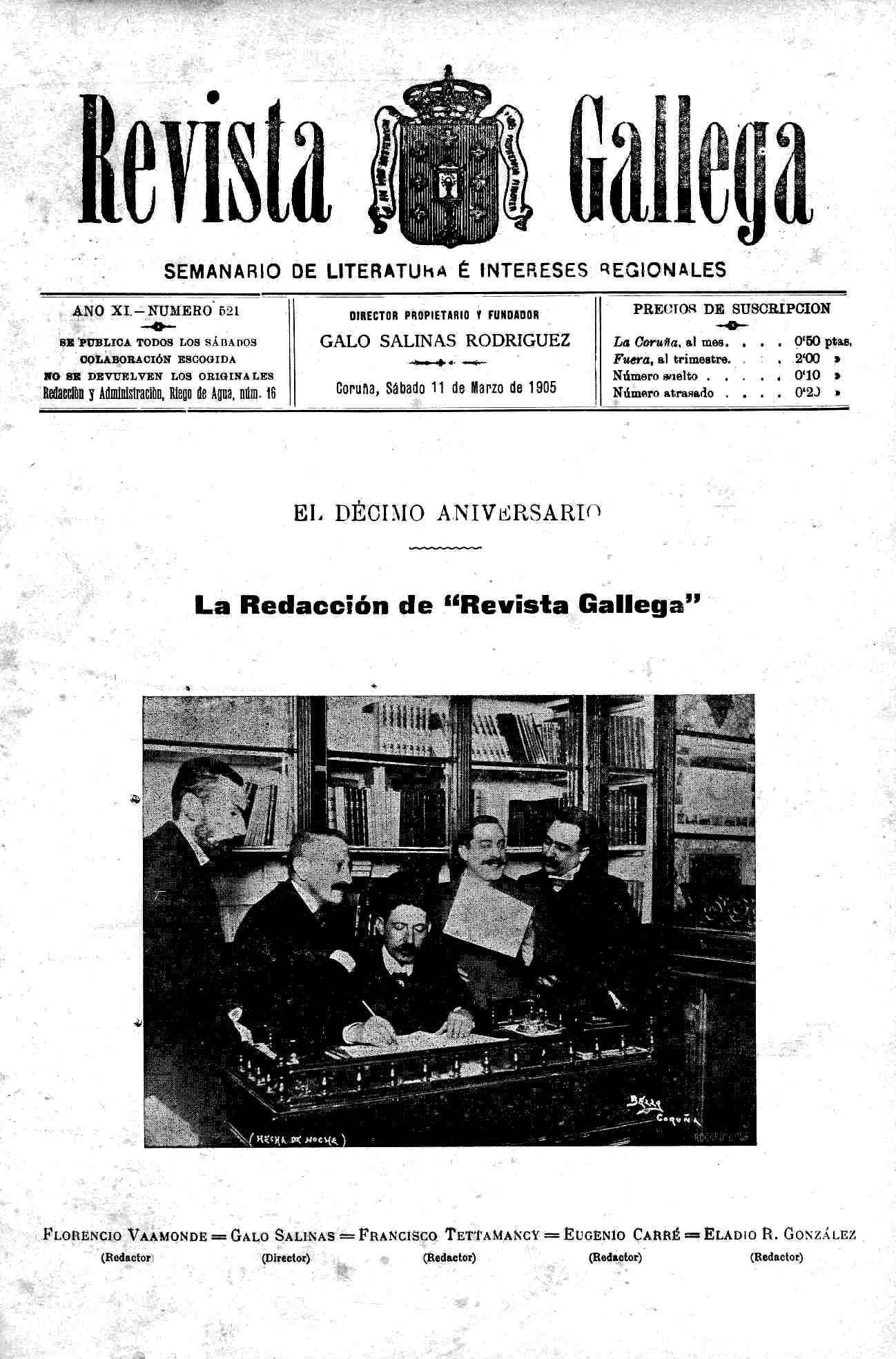
N.º 521 (10º aniversario) con su consejo de redacción.

### Fin de la publicación
Tras doce años de inquebrantable adhesión regionalista y de superar no pocas dificultades, la Revista Gallega cesó su publicación el domingo 30 de junio de 1907 (RG 640), después de que su director decidiese aceptar el cargo de cónsul general de la República Oriental del Uruguay en Madrid que le ofreció el nuevo presidente de este país, el conservador reformista Claudio Williman (1907-1911), del Partido Colorado, viejo amigo de Salinas desde su estancía en Montevideo y a quien dedicó amplio espacio en el último número del periódico.
Para sustituir la Revista Gallega nació a las pocas semanas en La Coruña el semanario bilingüe A Nosa Terra (1907-1908), que llegaría a publicar 60 números irguiendo la bandera de un regionalismo ya en la encrucijada ante nuevas realidades históricas.

### Otros artículos
- Liga Gallega (La Coruña)
- A Nosa Terra (1907)